# Neuparadies
Neuparadies ist eine Siedlung in der Gemeinde Schlatt im Schweizer Kanton Thurgau. Bis zum 1. Januar 1999 gehörte Neuparadies der ehemaligen politischen Ortsgemeinde Unterschlatt, die sich an diesem Tag mit Mett-Oberschlatt zur Gemeinde Schlatt zusammenschloss. Wahrzeichen des Ortsteils ist ein 40 Meter hohen Aufzugstestturm aus dem Jahr 1955. Im Gegensatz zu den älteren Ortsteilen hat Neuparadies keine ausgewiesenen Kulturgüter.

## Geographie
Neuparadies grenzt im Nordwesten an Altparadies und im Norden an den Schaarenwald. Im Süden liegt das Dorf Unterschlatt und im Osten die Kleinstadt Diessenhofen. Zu den Gewässern gehören der Schlatterbach, der im Süden des Ortsteils in den Mülibach mündet. Östlich des Orts trennt sich der Petribach vom Mülibach. Ersterer mündet westlich, letzterer östlich von Altparadies in den Hochrhein.

## Geschichte

Neuparadies (am oberen Bildrand), im Vordergrund Unterschlatt
Luftaufnahme von 1954

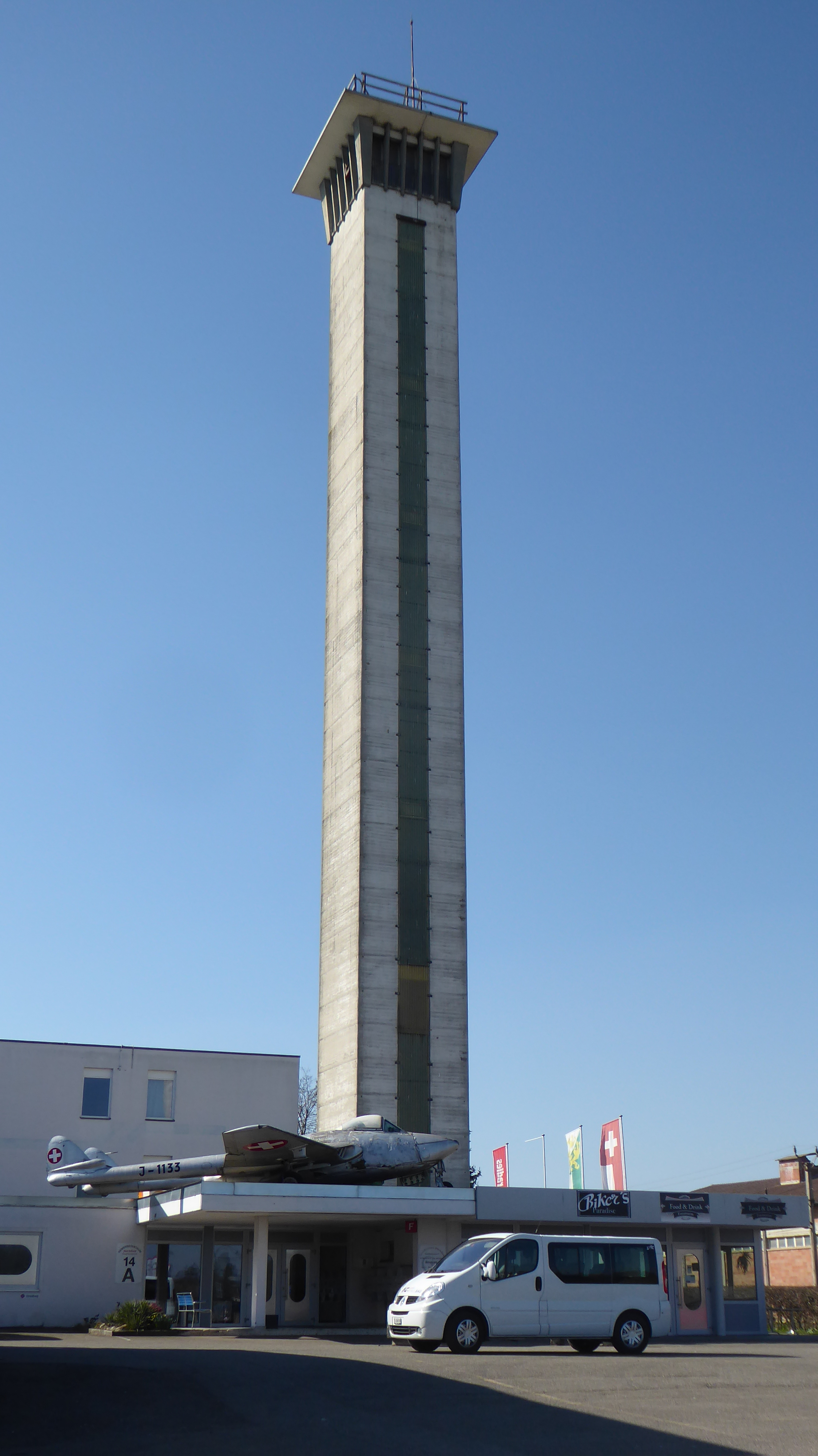
Liftturm Neuparadies

Neu- und Altparadies erhielten ihre Namen vom Kloster Paradies, das nach einer Schenkung des Dorfs Schwarzach in den 1250er Jahren von Konstanz in den Thurgau umzog. In den folgenden Jahrzehnten dehnte sich das ehemalige Klarissenkloster über die Gemarkung aus und die 876 erstmals genannte Siedlung Swarza/Schwarzach verschwand.
Im 19. und 20. Jahrhundert entstand am Bahnhof Schlatt die Industriesiedlung Neuparadies. Durch die Lage an der Abzweigung der Hauptstrasse 13 von der Hauptstrasse 14 erfuhr der Ort in der Zeit der Industrialisierung eine bedeutende Entwicklung, während die Klostersiedlung Altparadies stagnierte. In den 1930er Jahren wurden auf dem Ortsgebiet Sperrstellen der Grenzbrigade 6 angelegt.

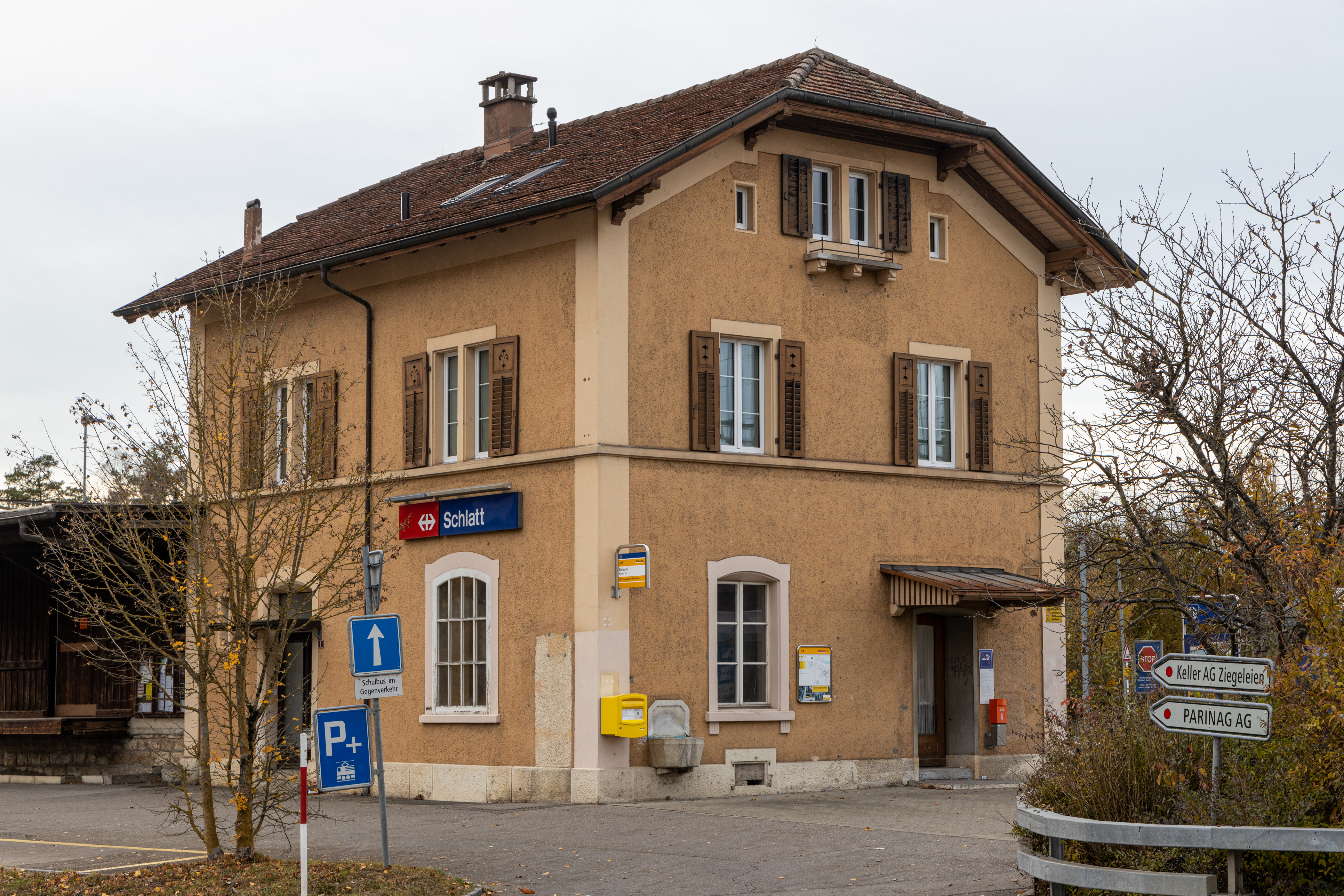
Bahnhof Schlatt im Jahr 2021

### Aufzugstestturm
Zu den bedeutenden Arbeitgebern gehörten eine grosse Ziegelei nördlich der Bahnlinie und die «Aufzüge AG Schaffhausen». Diese errichtete 1955 einen 40 Meter hohen Aufzugstestturm, in dem 1959 die modernsten und schnellsten Aufzüge der Schweiz erprobt wurden. In den 1970er Jahren übernahm «Schindler Aufzüge» das Unternehmen. Schindler stellte 2001 die Produktion – mit zuletzt 46 Arbeitsplätzen – in Neuparadies ein. Es bestehen Pläne, den stillgelegten Testturm als landschaftlich prägende «Landmark» und [...] industrie- und baugeschichtlich bedeutendes Bauwerk von grosser Originalität und Einmaligkeit unter Denkmalschutz zu stellen. Das Gelände des Aufzugbauers wird als «Gewerbezentrum Paradies» an Betriebe und Büros vermietet.

## Verkehr
Neuparadies liegt an der Verzweigung der Hauptstrassen Schaffhausen–Kreuzlingen/–Frauenfeld. Der Bahnhof Schlatt an der Seelinie Romanshorn–Schaffhausen wird von der S1 der S-Bahn St. Gallen halbstündlich bedient.